# سيميون إس. هوكينز
سيميون إس. هوكينز (بالإنجليزية: Simeon S. Hawkins)‏ هو ضابط وسياسي أمريكي، ولد في 30 مارس 1827، وتوفي في 23 يناير 1908. حزبياً، نشط في الحزب الجمهوري. وقد انتخب عضو جمعية ولاية نيويورك وانتخب عضو مجلس ولاية نيويورك.